# Christian Leiber

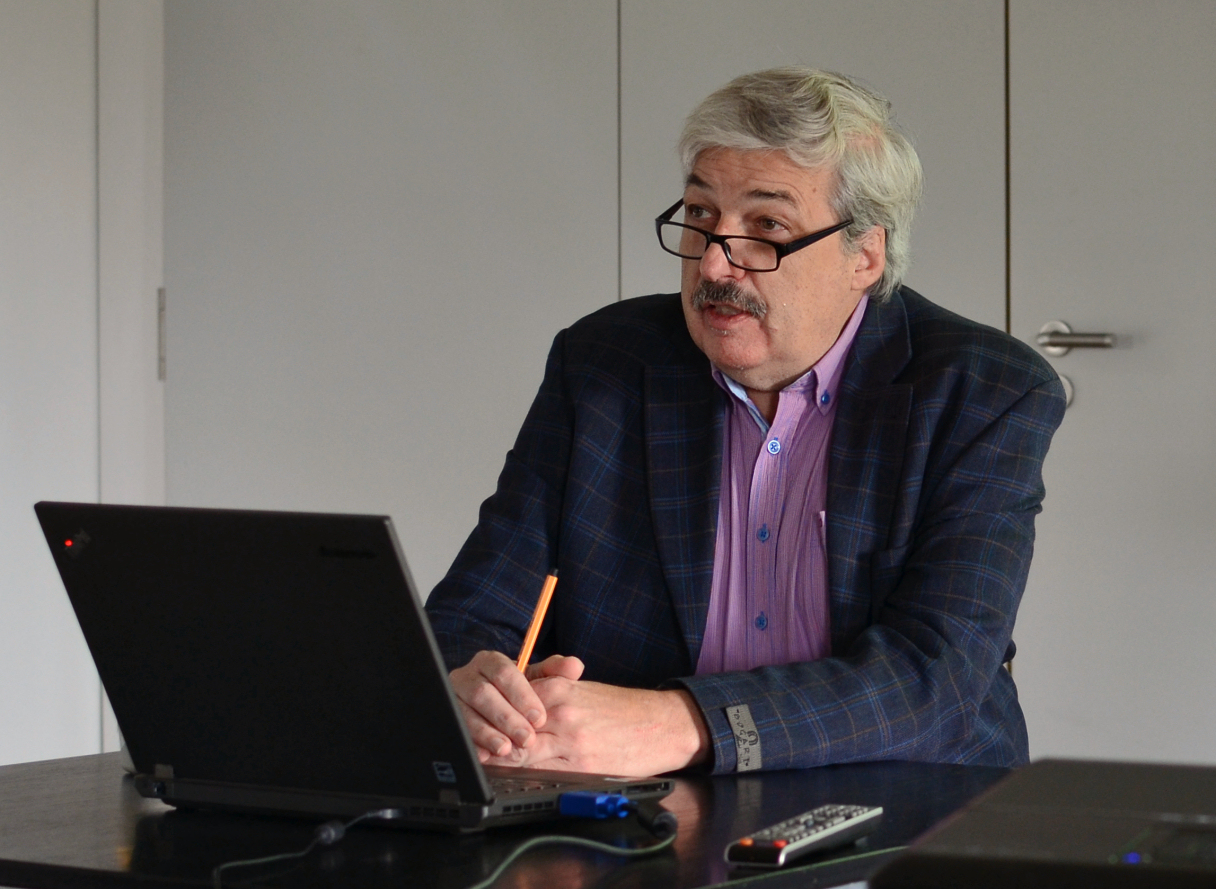
Christian Leiber, 2017

Christian Leiber (geb. um 1952) ist ein deutscher prähistorischer Archäologe. Er leitete die Kreisarchäologie des Landkreises Holzminden und das Kulturzentrum Weserrenaissance-Schloss Bevern bis 2018.
Bereits als Schüler entwickelte Christian Leiber Interesse an den mittelalterlichen Waldglashütten im Hils. Er studierte von etwa 1975 bis 1981 an der Eberhard-Karls-Universität Tübingen und an der Georg-August-Universität Göttingen bei Gernot Jacob-Friesen. Seine Studienfächer waren  Ur- und Frühgeschichte, jägerische Archäologie, Klassische Archäologie und Völkerkunde. Sein Studium beendete Christian Leiber mit einer Dissertation über Das Neolithikum zwischen Hildesheimer Wald und Ith. Seit 1982 war er Kreisarchäologe für den Landkreis Holzminden, ausgenommen die Stadt Holzminden. Schwerpunktmäßig beschäftigte er sich mit dem Thema der Glashütten und Waldglashütten im Weserbergland durch Ausgrabungen und vollständige Erfassung. Dazu zählen auch die Waldglashütte unter dem Hilsborn und die Glasmanufaktur Holzen. Ebenso befasst er sich mit Burganlagen des Weserberglandes, wie der Burgruine Polle. An seinem Dienstort im Schloss Bevern leitete er das dortige Kulturzentrum. Zu seiner Pensionierung 2018 wurde er zum Ehrenprofessor der Maria-Curie-Skłodowska-Universität in Lublin ernannt.

## Schriften (Auswahl)
- Geschichte der Waldglashütten im Hils. In: 250 Jahre Grünenplan 1744 – 1994. Alfeld 1994.
- 750 Jahre Stadt Holzminden. Holzminden 1995.
- Schätze der Ostgoten. Stuttgart 1995.
- Der Adler auf dem Glas. In: Archäologie in Niedersachsen. 2001, S. 116–119.
- mit Andrzej Kokowski: Die Vandalen: die Könige, die Eliten, die Krieger, die Handwerker. Publikation zur Ausstellung „Die Vandalen“ im Weserrenaissance-Schloss Bevern 2003, Nordstemmen 2003.
- Arbeit und Leben in mittelalterlichen und frühneuzeitlichen Glashütten des südniedersächsischen Leine-Weser-Berglandes. In: E. Ring (Hrsg.): Glaskultur in Niedersachsen. Tafelgeschirr und Haushaltsglas vom Mittelalter bis zur frühen Neuzeit. Husum 2003.
- Vorbericht über die Ausgrabungen einer frühneuzeitlichen Glashütte bei Grünenplan im Hils. In: Peter Steppuhn (Hrsg.): Glashütten im Gespräch. Berichte und Materialien vom 2. Internationalen Symposium zur archäologischen Erforschung mittelalterlicher und frühneuzeitlicher Glashütten Europas. Kulturkreis Glashütten e.V., Lübeck 2003, ISBN 3-7950-0795-X, S. 18–26.
- Studien zur Ur- und Frühgeschichte des Oberweserraumes (= Beiträge zur Archäologie in Niedersachsen. Band 9). Rahden 2000, ISBN 3-89646-929-0 (Dissertation, Göttingen).
- Eine Waldglashütte aus dem 17. Jahrhundert bei Grünenplan im Hils In: Mamoun Fansa, Frank Both, Henning Haßmann (Hrsg.): Archäologie|Land|Niedersachsen. 400.000 Jahre Geschichte. Landesmuseum für Natur und Mensch, Oldenburg 2004, S. 275–280.
- Eine alte Glasmanufaktur in Holzen am Ith In: Archäologie in Niedersachsen. 8, 2005, S. 88–91.
- Aus dem Pottland in die Welt: eine historische Töpferregion zwischen Weser und Leine. Publikation zur Ausstellung „Aus dem Pottland in die Welt“ 2012 im Töpfermuseum Duingen und im Weserrenaissance-Schloss Bevern, Holzminden 2012.
- Überfall auf eine Waldglashütte im Hils bei Grünenplan während des Dreißigjährigen Krieges. In: Tobias Gärtner, Sonja König (Hrsg.): Von der Weser in die Welt. Festschrift für Hans-Georg Stephan zum 65. Geburtstag. Beier & Beran Archäologische Fachliteratur, Langenweissbach 2015, ISBN 978-3-95741-035-1.